# ضرعاء مضغوطة
ضرعاء مضغوطة (الاسم العلمي:Mammillaria compressa) هي نوع من النباتات يتبع جنس الضرعاء من الفصيلة الصبارية.